# Angyal Miklós
Angyal Miklós, dr. (Pécs, 1965. január 14. –) magyar rendőr főtiszt, igazságügyi orvosszakértő, egyetemi docens, tanszékvezető. Számos szakcikk, tankönyvrészlet, egyetemi és főiskolai jegyzet szerzője.

## Életpályája
Ifjú korában válogatott kardvívó volt. Középiskolai tanulmányait Budapesten fejezte be. A Pécsi Orvostudományi Egyetemen szerzett diplomát 1991-ben. Az Igazságügyi Orvostani Intézetben dolgozott intézeti orvosként, majd egyetemi tanársegédként. 1995-ben igazságügyi orvostani szakvizsgát szerzett. 1999-ben szerelt fel a rendőrségre. A Baranya Megyei Rendőr-Főkapitányság Egészségügyi Osztályán kezdett bűnügyi orvosként. 2000-ben jogi szakokleveles orvosi diplomát szerzett. 2004-ben a Baranya Megyei Rendőr-főkapitányság Bűnügyi Technikai Osztályának vezetője lett. 2011-ben beosztásából felmentésre került, a főkapitányság Bűnügyi Osztályára került. 2013-ban a Bűnügyi Szakértői és Kutatóintézet munkatársa lett. 2014-ben PhD-fokozatot szerzett a Pécsi Tudományegyetem Állam- és Jogtudományi Karán. 2015-ben a Nemzeti Közszolgálati Egyetem Rendészettudományi Karán a Kriminalisztikai Intézet Taktikai és Metodikai Tanszékének vezetője lett. 2018-ban visszatért a Baranya Megyei Rendőr-főkapitányságra.

## Oktatói pályafutása
A pécsi orvosi karon igazságügyi orvostant tanított magyarul, angolul és németül. A jogi karon kriminalisztikát és igazságügyi orvostani alapokat oktatott, ezen kívül az egészségügyi karon bioetikát, a mentőtisztek részére igazságügyi orvostant. Úttörő volt az Interpol standardoknak megfelelő áldozatazonosítás hazai meghonosításában, a posztmortem CT-vizsgálatok meghonosításában. 2018. október 15-én a Nemzeti Közszolgálati Egyetem vezetése egy, "az egyetem szellemiségével összeegyeztethetetlen" videó elkészítése miatt kezdeményezte Angyal oktatói jogviszonyának megszüntetését.

## Főbb írásai
- Angyal Miklós - Petrétei Dávid: A magyarországi áldozatazonosítási szolgálat felállításának kihívásai és tapasztalatai. ISBN 978-963-498-132-9 könyv elérhető
- Angyal Miklós (szerk.): Kognitív kriminalisztika. Ismeret - elmélet - történet. ISBN 978-615-6020-06-2 könyv elérhető
- Ismeretlen személyazonosságú holttestek kriminalisztikai és szakértői azonosítása Doktori értekezés (2014)
- ANGYAL Miklós: Episztémé és intuíció a helyszíni és halottszemlén. Bűnügyi Szemle, 2010/1. 72-74. o.
- ANGYAL Miklós: Gyermekkori bűnözés, elkövetők és sértettek az orvos/rendőr szemével. Magyar Rendészet, 2007/1-2. 165-169. o.
- ANGYAL Miklós: Igazságügyi orvostan a büntetőjogi gyakorlatban. Tansegédlet. PTE ÁJK, Pécs, 2001.
- ANGYAL Miklós: Mózeskosártól a gyermekmentő inkubátorig. In: FENYVESI Csaba – HERKE Csongor (Szerk.): Tanulmányok Erdősy Emil professzor tiszteletére. PTE ÁJK Pécs, 2002, 153-157. o.
- ANGYAL Miklós: Rendkívüli halál – orvos a halottszemlén. Belügyi Szemle, 2010/9. 51-59. o.
- ANGYAL Miklós: Szakértők a kábítószer elleni küzdelemben. In: GAÁL Gyula – HAUTZINGER Zoltán (Szerk.): Pécsi Határőr Tudományos Közlemények IX. Pécs, 2008. 183-186. o.
- ANGYAL, M. – DÉRCZY, K. – SURÁNYI, I. – SÉTÁLÓ, J.: Személyazonosítás antemortem és post-mortem radiológiai felvételek összehasonlító vizsgálata alapján. Magyar Radiológia, 1997, 71/1. 7-9. o.
- ANGYAL, M. – PÓTÓ, L. – SCHAIG, K.: Fogazatból történő két életkor becslési eljárás ellenőrző vizsgálata magyar felnőtt populációs mintán. Fogorvosi Szemle, 2000/7. 216-222. o.
- ANGYAL, M. – RIMMER, E. – VOLLMUTH, K.: Plasztikus arcrekonstrukció az igazságügyi orvosszakértői gyakorlatban. Orvosi Hetilap, 1999/51. 2865-2868. o.

## Híresebb esetei
2003: Autóbuszbaleset Siófokon, német állampolgárok holttesteinek azonosítása
2004: Cunami Thaiföldön, magyar áldozatok személyazonosítása az osztrák bűnügyi orvosi csapat tagjaként.
2012: A Bándy Kata-gyilkosság ügyében nyomozva megtalálta az elkövető DNS-ét az áldozaton.
2019: A A Hableány sétahajó katasztrófája a Dunán után részt vett a koreai állampolgárok azonosításában.

## Díjai, elismerései
- Bátorság Érdemérem (2005)
- Rendőrségi Tanácsos cím (2007)
- a Belügyi Tudományos Tanács fődíja (2012).
- Szabó András-díj